# Référendum constitutionnel gabonais de 2024
Le référendum constitutionnel gabonais de 2024 a lieu le 16 novembre 2024 afin de permettre à la population du Gabon de se prononcer sur l'adoption d'une nouvelle constitution.
Le référendum a lieu un peu plus d'un an après le coup d'État de 2023 au Gabon qui voit le renversement d'Ali Bongo par Brice Oligui Nguema après l'annonce de la réélection contestée du président sortant lors des élections générales gabonaises de 2023.
Le projet de nouvelle constitution est adopté à une large majorité de 91 % des voix, avec un taux de participation de 53 %. Son adoption instaure par conséquent la deuxième République gabonaise.

## Contexte

### Coup d'État de 2023

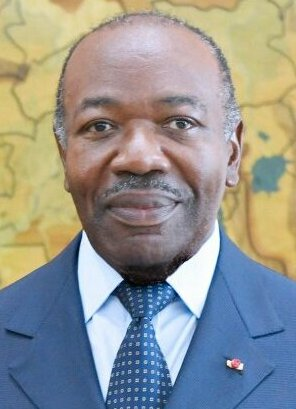
Ali Bongo en 2022.

L'annonce des résultats des élections générales gabonaises de 2023 est immédiatement suivie d'un coup d'État. Une douzaine de militaires de plusieurs corps des Forces armées gabonaises déclarent sur la chaîne de télévision Gabon 24 l’annulation des élections et la dissolution des institutions. Qualifiant les résultats du scrutin de « tronqués », ils annoncent la mise en place d'un Comité pour la transition et la restauration des institutions (CTRI), afin de mettre « fin au régime en place ». Ali Bongo est placé en résidence surveillée,. L'annonce suscite une liesse populaire dans la capitale Libreville ainsi que dans d'autres villes dont Port-Gentil. Si Internet est rétabli, les militaires maintiennent les frontières fermées. Le putsch reçoit le soutien de la majorité de l'opposition et d'une partie de l'ancienne coalition au pouvoir.
Comme annoncé, Brice Oligui Nguema prête serment le 4 septembre 2023 au palais présidentiel de Libreville en tant que président de la Transition
,, en présence des juges de la Cour constitutionnelle, du Premier ministre, de la vice-présidente et des présidents des deux chambres parlementaires sortants. Lors de son discours d'investiture, il promet de rendre le pouvoir aux civils lors d'élections « libres, transparentes, crédibles et apaisées », mais après une transition dont il ne précise pas la durée, au cours de laquelle il annonce vouloir organiser un référendum sur une nouvelle constitution, afin d'établir des institutions « plus démocratiques » et « respectueuses des droits humains »,.

### Dialogue national de 2024

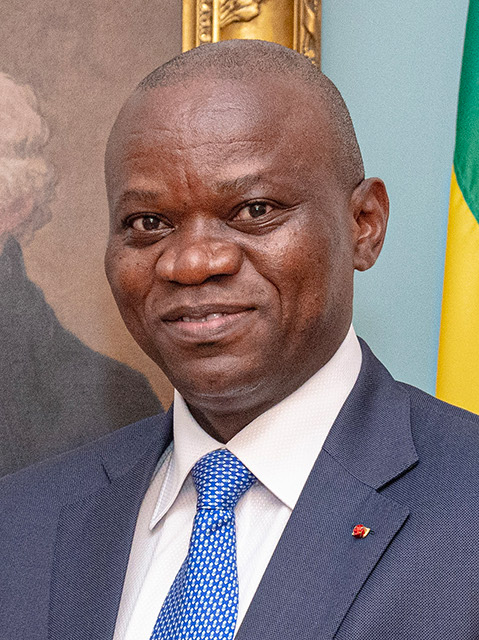
Brice Oligui Nguema en 2024.

En mai 2024, le nouveau régime organise un dialogue national. Les participants proposent une période de transition de deux ans, la mise en place d'un régime présidentiel avec la suppression du poste de Premier ministre et la mise en place d'une « préférence nationale ».
Afin de remplacer celle qui est en vigueur depuis 1991, un projet de Constitution est remis au président de la Transition le 31 août 2024, qui convoque les deux chambres parlementaires en Assemblée constituante pour discuter du texte pendant dix jours à partir du 12 septembre La junte militaire forme à cette occasion le Comité pour la transition et la restauration des institutions. Le projet prévoit un régime présidentiel dans lequel le gouvernement ne peut être censuré. Pour être candidat à la présidentielle, il faut être de père et de mère gabonais. L'Assemblée constituante n'est par ailleurs pas souveraine, la junte ayant le pouvoir d'accepter ou de rejeter les amendements.
L'Assemblée constituante termine ses délibérations le 22 septembre et adopte des amendements sous la forme de recommandations. Ayant opéré 802 amendements, les députés rétablissent le poste de Premier ministre et la possibilité de censurer le gouvernement.
Le projet final est adopté en conseil des ministres le 17 octobre et la date du scrutin fixée au 16 novembre. Le texte est rendu public le 22 octobre. Contrairement à la mouture initiale, le candidat à la présidentielle doit avoir au moins un parent gabonais.
Si la constitution est approuvée, par référendum, avec une élection présidentielle, pour août 2025, elles marqueront la fin de la période de transition.

## Objet

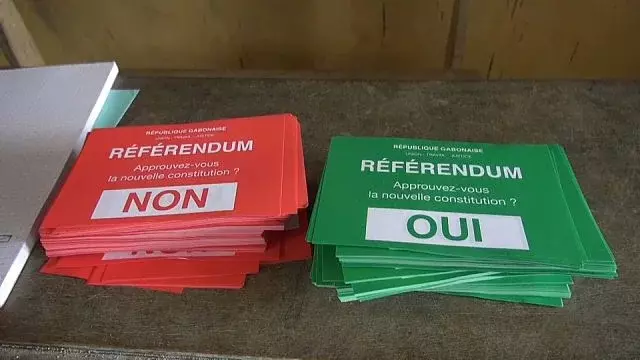
Bulletins de vote utilisés

Le texte instaure un régime présidentiel où le président de la République, chef de l'exécutif, assisté de deux vice-présidents, est à la fois chef de l'État et chef du gouvernement. Un vice-président du gouvernement remplace ainsi le poste de Premier ministre, tandis qu'un vice-président de la république assure l'intérim en cas de vacance de la présidence. Tous deux sont nommés par le président.
Le président de la République est élu pour un mandat de sept ans, renouvelable une fois, au scrutin uninominal majoritaire à deux tours. Le mandat était auparavant de cinq ans, sans limitation, et au scrutin à un tour. La constitution interdit explicitement son amendement en vue de revenir sur la limite du nombre de mandats présidentiels ou sur le mode de scrutin à deux tours,.
Les candidats à la présidence doivent avoir résidé au Gabon depuis au moins trois ans, être âgés d'au moins 35 ans et de moins de 70 ans, être citoyens gabonais de naissance, né d'au moins un parent gabonais de naissance, et ne pas avoir possédé d'autre nationalité dans les trois années précédant l'élection présidentielle. Les conjoints des candidats doivent eux aussi être gabonais de naissance s'ils sont mariés. Une première version du texte imposait aux candidats d'être également nés de père et de mère eux-mêmes citoyens de naissance, une clause jugée destinée à empêcher une éventuelle candidature de la femme d'Ali Bongo, Sylvia Bongo Ondimba ou de son fils, Noureddin Bongo Valentin, tous deux franco-gabonais. La clause n'est finalement pas retenue. À la place, la Constitution interdit aux enfants et au conjoint d'un ancien président de la République de se porter candidats,. Les membres du gouvernement sont par ailleurs obligatoirement âgés d'au moins trente ans, et gabonais de naissance, nés de parents tous deux gabonais.
Le président peut dissoudre l'Assemblée nationale une fois par mandat, passé les deux premières années de son mandat, et après consultation des présidents de l'assemblée, du Sénat, et de la Cour constitutionnelle.
Le parlement est composé d'une Assemblée nationale directement élue et d'un Sénat élu au suffrage indirect par les conseillers régionaux, tous deux pour des mandats de cinq ans.
La Cour constitutionnelle est composée de neuf juges nommés pour un mandat de huit ans, renouvelable une seule fois, à raison de trois jugés nommés par le président de la république, deux chacun par les présidents de l'Assemblée et du Sénat, et deux par la Haute Cour de Justice. À ces neuf membres s’ajoutent les anciens présidents de la République, membres de droit à vie.
La Haute Cour de Justice, saisie par les deux tiers des membres d'une chambre du Parlement, est chargée de juger le président de la République,.
La constitution définit le mariage comme une union hétérosexuelle et rend obligatoire le service militaire. L'amendement de l'article définissant le mariage comme uniquement hétérosexuel est interdit, rendant impossible une future légalisation du mariage homosexuel,. Sont également interdits les amendements revenant sur le multipartisme ou la séparation des pouvoirs.
Le français, auparavant langue officielle, devient langue de travail. La fête nationale du 17 août est complétée par une « fête de la libération », le 30 août, date anniversaire du coup d’État de 2023. L'ensemble des participants au coup d’État sont explicitement amnistiés,,.

## Campagne
Les affiches appelant à voter oui sont placardées dans les rues dès la fin du mois d'août 2024. Le Parti démocratique gabonais appelle à voter oui lors du référendum, de même que les opposants Bertrand Zibi Abeghe et François Ndong Obiang. De leur côté, les anciens candidats à la présidentielle Mike Jocktane et Albert Ondo Ossa, ainsi que le dernier Premier ministre d'Ali Bongo, Alain Claude Bilie By Nze, ou encore l'ancien vice-président Pierre Claver Maganga Moussavou appellent à voter non,.

## Résultat
| Choix                     | Votes   | %     |
| ------------------------- | ------- | ----- |
| Pour                      | 381 581 | 91,64 |
| Contre                    | 34 802  | 8,36  |
|                           |         |       |
| Votes valides             | 416 383 | 90,09 |
| Votes blancs et invalides | 45 784  | 9,91  |
| Total                     | 462 167 | 100   |
| Abstention                | 390 861 | 45,82 |
| Inscrits/Participation    | 853 028 | 54,18 |

## Analyse
Contrairement aux scrutins précédents, le référendum est organisé par le ministère de l'Intérieur, et non pas par la commission électorale. Un couvre-feu nocturne est par ailleurs décrété pour des raisons de sécurité. Selon les estimations données par les chaînes de télévision, le taux de participation est de 70 %.
Le 17 novembre, le ministère de l'Intérieur annonce la victoire du Oui à la nouvelle constitution,,. Les résultats doivent être confirmés par la Cour constitutionnelle puis promulgués par le président de la transition. La nouvelle Constitution prévoit son entrée en vigueur effective à l'issue de la prochaine élection présidentielle, menant ainsi à l'instauration de la Deuxième république dans le pays,,,.
Le 29 novembre, la Cour constitutionnelle valide les résultats du référendum, adoptant définitivement la constitution, qui est promulguée le 19 décembre par Brice Oligui Nguema,.